# Physula margotalis
Physula margotalis là một loài bướm đêm trong họ Noctuidae.